# Manuel Huerga
Manuel Huerga (* 20. října 1957 Barcelona) je španělský filmový režisér a scenárista. Studoval historii na Barcelonské univerzitě a již v té době začal experimentovat s filmy. Od roku 1983 působil v Katalánské televizi, pro níž natáčel mj. hudební pořady Estoc de Pop, Arsenal a Clip-Club. Dále režíroval různé koncerty, ceremoniály a videoklipy. V roce 1989 natočil hodinový fikční dokument o architektovi Antoni Gaudím. Svůj první celovečerní film nazvaný Antártida natočil v roce 1995. V roce 2006 natočil film o Salvadoru Puig Antichovi nazvaný Salvador (Puig Antich). V roce 2023 uvedl krátký film Velvet Suite o skupině hudebníků hrající písně kapely The Velvet Underground.

## Filmografie

### Hrané filmy a seriály
- Brutal Ardour (1978; krátký film)
- Gaudí (1989)
- Antártida (1995)
- Salvador (Puig Antich) (2006)
- Operación Malaya (2011; televizní film)
- 14 d'abril. Macià contra Companys (2011; televizní film)
- Cervantes contra Lope (2016; televizní film)
- Nit i dia (2016–2017; seriál, 15 dílů)
- Casals, la força d'un silenci (2017; televizní film)

### Dokumentární filmy a pořady
- Estoc de Pop (1983–1985; seriál)
- Arsenal (1985–1987; seriál)
- Clip-Club (1986–1987; seriál)
- Arsenal Atlas (1987; seriál)
- Les variacions Gould (1992)
- IX Premios Goya (1995)
- Cerimònia del centenari del Barça (1998)
- Viure un somni (2005)
- Un instante preciso (2009)
- Son & Moon: diario de un astronauta (2009)
- Jordi Pujol, 80 anys (2010)
- Pepe & Rubianes (2011)
- Per un futur sense Alzheimer (2013)
- Barcelona, la rosa de foc (2014)
- Miquel Barceló: vidre de meravelles (2017)
- All or Nothing: Manchester City (2018; osmidílný seriál)
- Ferran Latorre. Més enllà dels 8.000 (2020)
- Velvet Suite (2023)